# 波斯特鎮區 (阿勒馬基縣)
波斯特鎮區（Post Township），美国艾奥瓦州阿勒马基县的一个鎮區，总面积91.0平方公里，总人口2,221（2010年美国人口普查）。该鎮區有一个建制居民点，即波斯特维尔。该鎮區得名于该地的第一个定居者Joel Post。